# Бетонен мост (Пловдив)
Бетонният мост е надлез в Пловдив, свързващ кв. „Кичук Париж“ с центъра на града и преминава над жп линия Пловдив - Свиленград.

## История
На 16 ноември 1929 г. е проведен търг за път над жп линията, който да свърже квартал „Кючук Париж“ с центъра на града. Мостът е бил част от тъй нареченото „Калпакчиево шосе“, но става известен сред пловдивчани като Бетонния мост. Съоръжението е било изградено с павирана настилка за една година. Материалът е доставян от тухларната на Павел Калпакчиев.  
Разширяването на моста за да се осъществи пресичането на бул. „Христо Ботев“ на две нива започва на 1 декември 1980 г. по времето на кмета Христо Мишев. Новото съоръжение е изградено от „Трансстрой“ и е открито на 24 май 1981 г. в чест на 1300 години България.
Според железничарите габаритът на моста не отговаря на съвременните изисквания. Той е нисък за преминаване на вагони с висок товар, а електровлакове са принудени да свалят пантографите.
През 2018 г. заедно с предложението за прокoпаване на пътен подлез под Централна гара Пловдив се дискутира и възможността Бетонния мост да бъде разрушен.
На 15 юни 2024 г. мостът е затворен за реконструкция.